# Witness to War: Dr. Charlie Clements
Witness to War: Dr. Charlie Clements ist ein US-amerikanischer Dokumentarfilm von Deborah Shaffer aus dem Jahr 1985.

## Inhalt
Der Film beschreibt die Erlebnisse von Charlie Clements, einem Piloten der US Air Force, der im Vietnamkrieg über 50 Einsätze flog. 1970 trat er aus dem aktiven Dienst aus und schloss sich dem American Friends Service Committee an. Clements wurde Arzt und arbeitete für Kriegsopfer, so beispielsweise im Bürgerkrieg in El Salvador.

## Hintergrund, Veröffentlichung
Der Film basiert auf der Autobiografie Witness to War: An American Doctor in El Salvador, die 1985 bei Bantam Books, Toronto, erschien.
Die Premiere des Films fand am 4. April 1985 auf dem New York New Directors and New Films Festival statt.

## Auszeichnung
1986 wurde der Film in der Kategorie „Bester Dokumentar-Kurzfilm“ mit dem Oscar ausgezeichnet.